# Juana la Macarrona
Juana la Macarrona est le nom artistique de Juana Vargas de las Heras, une célèbre danseuse de flamenco. 

## Biographie
Née à Jerez de la Frontera le 3 mai 1870 et morte à Séville le 3 avril 1947, elle est la fille de Juan de Vargas, guitariste de flamenco, et de Ramona de las Heras, cantaora.
Elle est considérée avec sa sœur María comme l’une des plus grandes danseuses de flamenco de "l'Âge d'Or" et de l'époque des "cafés cantantes" (cafés-concerts). Elles descendaient de Tío Vicente ou de Tío Juan Macarrón, les deux frères cantaores historiques du XVIIIe siècle.
Le premier prix du Concours national de Cordoue est nommé prix Juana la Macarrona en son honneur.